# Christopher Strong
Christopher Strong (bra Assim Amam as Mulheres) é um filme estadunidense de 1933, do gênero drama romântico, dirigido por Dorothy Arzner, com roteiro de Zoe Akins baseado no romance Christopher Strong: A Romance, de Gilbert Frankau, publicado em 1932.

## Sinopse
A aviadora Lady Cynthia vê sua carreira ameaçada quando se apaixona por um homem casado.

## Elenco
- Katharine Hepburn ...  Lady Cynthia Darrington
- Colin Clive       ...  Sir Christopher Strong
- Billie Burke      ...  Lady Elaine Strong
- Helen Chandler    ...  Monica Strong